# Lavans-lès-Saint-Claude
Lavans-lès-Saint-Claude es una comuna nueva francesa situada en el departamento de Jura, de la región de Borgoña-Franco Condado.

## Historia
Fue creada el uno de enero de 2016, en aplicación de una resolución del prefecto de Jura de 28 de octubre de 2015 con la unión de las comunas de Lavans-lès-Saint-Claude y Ponthoux, pasando a estar el ayuntamiento en la antigua comuna de Lavans-lès-Saint-Claude.
El 1 de enero de 2019 absorbió la comuna de Pratz.

## Demografía
Según los datos aportados en la última resolución del prefecto de Jura, la comuna nueva pasa a tener 2665 habitantes.

## Composición
| Comuna fusionada        | Código INSEE | Población (2013) | Superficie (km²) | Densidad (hab./km²) |
| ----------------------- | ------------ | ---------------- | ---------------- | ------------------- |
| Lavans-lès-Saint-Claude | 39286        | 1916             | 11.65            | 164                 |
| Ponthoux                | 39438        | 78               | 2.18             | 36                  |
| Pratz                   | 39440        | 563 (2014)       | 9.85             | 57                  |